# Greg Hollingshead
Gregory Albert Frank "Greg" Hollingshead (ur. 25 lutego 1947 w Toronto) – kanadyjski pisarz, nauczyciel akademicki.
Ukończył studia licencjackie i magisterskie na University of Windsor. W 1974 uzyskał stopień Ph.D na University of London. Otrzymał nagrody: Governor General's Award (za zbiór opowiadań The Roaring Girl) i Rogers Writers' Trust Fiction Prize (za powieść The Healer).
Jest żonaty i ma syna.

## Dzieła

### Powieści
- Spin Dry (1992)
- The Healer (1998)
- Bedlam (2004)

### Zbiory opowiadań
- Famous Players (1982)
- White Buick (1992)
- The Roaring Girl (1995)